# Екатеринославка (Чишминский район)
Екатериносла́вка (баш. Екатеринославка) — деревня в Чишминском районе Республики Башкортостан Российской Федерации. Входит в состав Шингак-Кульского сельсовета. 

## География

### Географическое положение
Расстояние до:
- районного центра (Чишмы): 28 км,
- центра сельсовета (Дмитриевка): 6 км,
- ближайшей ж/д станции (Шингак-Куль): 7 км.

## Население
| 2002 | 2009 | 2010 |
| ---- | ---- | ---- |
| 32   | ↗36  | ↘34  |

## Улицы
В деревне имеется одна улица — Победителей.